# Zwartvoetje
Het zwartvoetje (Sigara lateralis) is een wants uit de familie van de Corixidae (Duikerwantsen). De soort werd het eerst wetenschappelijk beschreven door William Elford Leach in 1817.

## Uiterlijk
De grotendeels zwarte duikerwants is, als volwassen dier, altijd macropteer (langvleugelig) en kan 5 tot 6.5 mm lang worden. Het halsschild is net als de voorvleugels zwart, heeft acht of negen regelmatige dwarslijnen en heeft in het midden een kiel over ongeveer een kwart van de lengte. Op de voorvleugels bevinden zich dwarslijnen die regelmatig zijn bij het begin van de clavus. De dwarsstrepen zijn op het middendeel van de vleugels zigzagstreepjes, onderbroken door drie zwarte lijnen in de lengte. De kop en de pootjes zijn in zijn geheel geel. Het laatste deel van de achterpoot is zwart, vandaar de Nederlandse naam.

## Leefwijze
De soort overwintert als volgroeide wants en kent één enkele generatie per jaar. De wantsen zijn alleseters, ze eten algen, in het water zwevende resten van dode planten en kleine waterdiertjes. Ze geven de voorkeur aan stilstaand, eventueel ook brak water dat niet zuur is.

## Leefgebied
De wantsen zijn in Nederland zeer algemeen. Het verspreidingsgebied is Palearctisch, met uitzondering van het noorden, tot in India en tropisch Afrika.